# Газі-ад-дін Гайдар-шах
Газі-ад-дін Гайдар-шах (урду غازی الدیں حیدر شاہ, гінді ग़ाज़िउद्दीन हैदर शाह; 1769 — 19 жовтня 1827) — останній наваб і перший цар Ауду.

## Життєпис
Був третім сином наваба Саадата Алі-хана. Став навабом після смерті свого батька. 1818 року під впливом Воррена Гастінгса, британського генерал-губернатора, проголосив себе незалежним падишахом Ауду. Зберігав вірність британцям.
Підтримував мистецтво. Він побудував палац Чаттар Манзіл, а також будівлі Мубарак Манзіл та Шах Манзіл у комплексі Моті-Махал для видовищ з боями тварин. Також було зведено гробниці батьків наваба — Саадат Алі-хана та Мушіразаді-бегум. Для своєї європейської дружини він збудував будинок у європейському стилі, відомий як «Вілаяті Баг». 
1816 року зведено мавзолей «Шах Наджаф Імамбара» на березі річки Гоматі, що є копією поховання четвертого халіфа Алі в Ен-Наджафі. Тут же були поховані три його дружини: Сарфараз Махал, Мубарак Махал та Мумтаз Махал.
Помер 1827 року. Йому спадкував син Насір-ад-дін Гайдар-шах.